# الدوري النمساوي 1993–94
الدوري النمساوي الممتاز 1993–94 (بالألمانية: Österreichische Fußballmeisterschaft 1993/94)‏ هو الموسم 83 من  بوندسليغا النمسا لكرة القدم. أشرف على تنظيمه اتحاد النمسا لكرة القدم، وكان عدد الأندية المشاركة فيه  10، وفاز فيه ريد بل زالتسبورغ.